# Vatnajökull
Le Vatnajökull est la plus grande calotte glaciaire d'Islande. C'est le deuxième glacier le plus volumineux d'Europe après la calotte glaciaire de l'île Severny et le deuxième le plus vaste d'Europe après l'Austfonna. Situé dans le Sud-Est de l'Islande, il est entièrement inclus dans le parc national du Vatnajökull.

## Toponyme
En islandais, vatna est le génitif pluriel de vatn, signifiant « lac » mais aussi « eau » ; jökull signifie « glacier ». Vatnajökull signifie ainsi « le glacier des lacs » ou « le glacier des eaux » ; le terme se prononce [ˈvaʰtnaˌjœːkʏtl̥] en islandais.

## Géographie

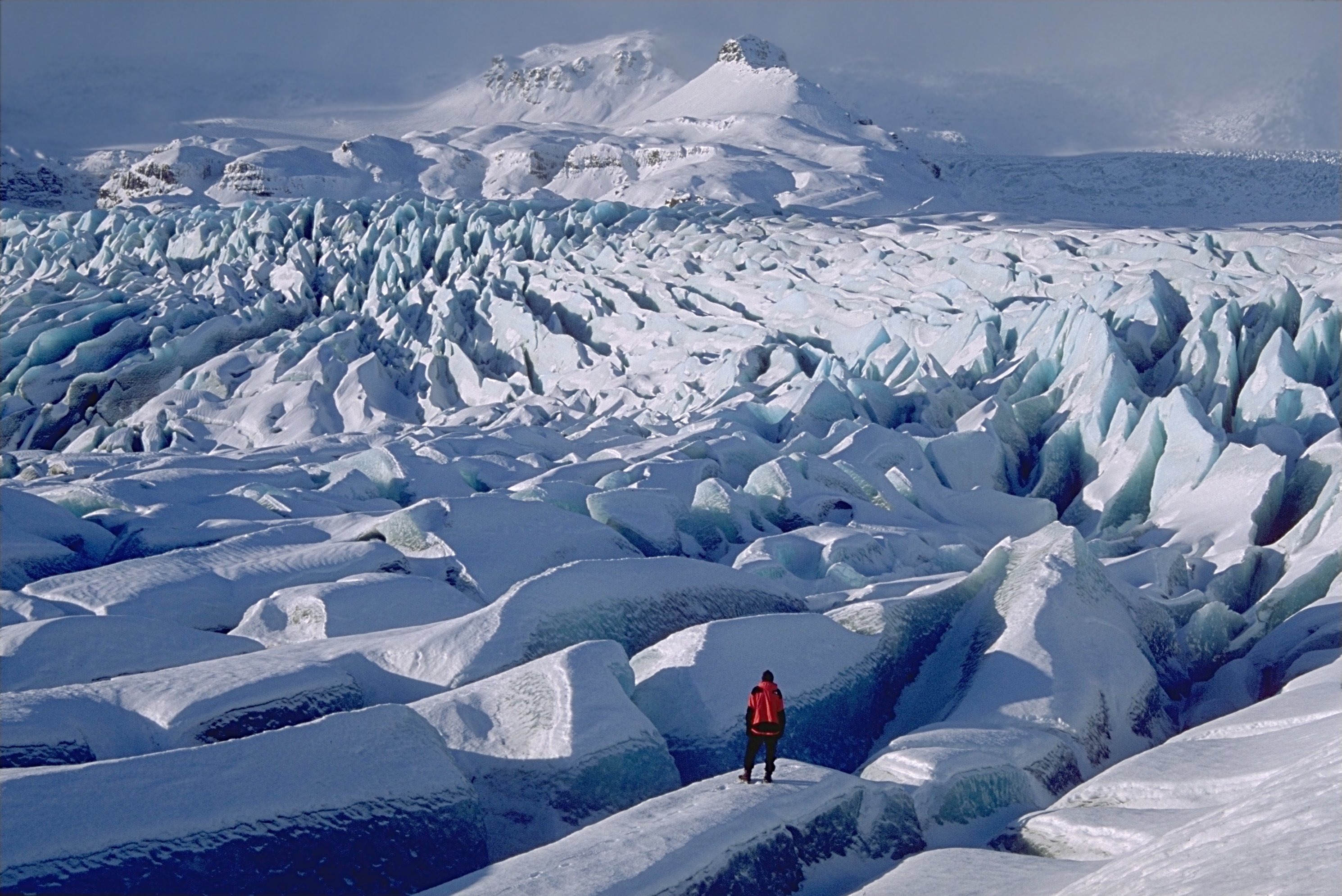
Vue de la surface du Vatnajökull.

D'une superficie de 7 700 km2 (2017) et s'étendant sur 143 kilomètres d'est en ouest, le Vatnajökull couvre 8 % de la superficie de l'Islande. Son épaisseur maximale est de 950 mètres et son volume est d'environ 3 000 km3 (2017) ce qui correspond à une couche de glace de 30 centimètres d'épaisseur répartie sur l'ensemble du pays ou encore à une élévation d'un centimètre du niveau de la mer si celle-ci fondait entièrement. Son poids de 3 000 millions de tonnes entraîne en son centre un enfoncement de la croûte terrestre d'une amplitude d'une centaine de mètres. Plusieurs volcans sont situés sous le glacier, dont certains sont actifs comme l'Öræfajökull, au sud, qui inclut le point culminant de l'Islande, ou le Kverkfjöll, au nord, ou encore le Grímsvötn et le Bárðarbunga, au nord-ouest, recouverts par des lacs sous-glaciaires. Ils sont responsables de jökulhlaups, des inondations brutales provoquées par la fonte de la glace.
En 2006, le parlement islandais a décidé de créer le parc national du Vatnajökull. Celui-ci est entré en vigueur le 7 juin 2008. Il couvre une superficie de 15 000 km2, incluant en totalité le Vatnajökull, soit 15 % du territoire islandais, ce qui en fait le plus grand parc national du pays mais aussi d'Europe.
En islandais, Vatnajökull signifie « le glacier des lacs » et s'est appelé dans le passé Klofajökull (« le glacier fendu » faisant sans doute référence à une période de moindre extension où il était divisé en deux calottes)[réf. souhaitée].

## Histoire
Vers le IXe siècle, au moment de la colonisation de l'Islande par les Vikings, la superficie du Vatnajökull était plus petite qu'actuellement ; la montagne des Esjufjöll se trouvait ainsi en dehors du glacier.
Pendant le petit âge glaciaire, du XIIIe siècle jusqu'au début du XXe siècle, le Vatnajökull s'étend mais il a depuis perdu une partie de sa superficie. Le changement climatique et l'activité volcanique seraient les deux principales causes de retrait. En 1996, une éruption du Grímsvötn a provoqué un jökulhlaup du Skeiðará par la libération soudaine de poches d'eau formées par la fonte de la glace sous la chaleur de la lave.